# Stabæk Fotball
Stabæk Fotball je norský fotbalový klub, součást sportovní jednoty Stabæk IF. Založen byl roku 1912. Jednou vyhrál norskou ligu (2008), jednou v ní skončil druhý (2007) a třikrát třetí (1998, 2003, 2009). Jednou též vyhrál norský pohár (1998).

## Výsledky v evropských pohárech

### Liga mistrů
| Sezóna  | Kolo  | Soupeř    | Doma | Venku | Celkem |
| ------- | ----- | --------- | ---- | ----- | ------ |
| 2009–10 | 2.př. | KF Tirana | 4–0  | 1–1   | 5–1    |
|         | 3.př. | FC Kodaň  | 0–0  | 3–1   | 1–3    |

### Pohár UEFA / Evropská liga
| Sezóna  | Kolo  | Soupeř            | Doma | Venku | Celkem |
| ------- | ----- | ----------------- | ---- | ----- | ------ |
| 1999–00 | 1.    | La Coruña         | 1–0  | 2–0   | 1–2    |
| 2002–03 | 1.př. | Linfield FC       | 4–0  | 1–1   | 5–1    |
|         | 1.    | Anderlecht Brusel | 1–2  | 0–1   | 2–2    |
| 2004–05 | 2.př. | FC Haka           | 3–1  | 1–3   | 6–2    |
|         | 1.    | FC Sochaux        | 0–5  | 4–0   | 0–9    |
| 2008–09 | 2.př. | Stade Rennais     | 2–1  | 2–0   | 2–3    |
| 2009–10 | Př.   | Valencia CF       | 0–3  | 4–1   | 1–7    |
| 2010–11 | 2.př. | FC Dněpr Mogilev  | 2–2  | 1-1   | 3-3    |